# Dicranoloma kunkelii
Dicranoloma kunkelii là một loài rêu trong họ Dicranaceae. Loài này được H. Rob. mô tả khoa học đầu tiên năm 1974.